# Vector linie și vector coloană
În algebra liniară, un vector coloană cu {\displaystyle m} elemente este o matrice {\displaystyle m\times 1} având o singură coloană cu {\displaystyle m} elemente, de exemplu,
{\displaystyle {\boldsymbol {x}}={\begin{bmatrix}x_{1}\\x_{2}\\\vdots \\x_{m}\end{bmatrix}}.}
Similar, un vector linie cu {\displaystyle n} elemente este o matrice {\displaystyle 1\times n} având o singură linie cu {\displaystyle n} elemente, de exemplu,
{\displaystyle {\boldsymbol {a}}={\begin{bmatrix}a_{1}&a_{2}&\dots &a_{n}\end{bmatrix}}.}
(În acest articol sunt folosite caractere aldine atât pentru vectorii linie, cât și pentru cei coloană.)
Transpusa (indicată prin T) oricărui vector linie este un vector coloană, iar transpusa oricărui vector coloană este un vector linie:
{\displaystyle {\begin{bmatrix}x_{1}\;x_{2}\;\dots \;x_{m}\end{bmatrix}}^{\rm {T}}={\begin{bmatrix}x_{1}\\x_{2}\\\vdots \\x_{m}\end{bmatrix}}}
și
{\displaystyle {\begin{bmatrix}x_{1}\\x_{2}\\\vdots \\x_{m}\end{bmatrix}}^{\rm {T}}={\begin{bmatrix}x_{1}\;x_{2}\;\dots \;x_{m}\end{bmatrix}}.}
Mulțimea tuturor vectorilor linie cu n elemente dintr-un corp dat (cum ar fi cel al numerelor reale) formează un spațiu vectorial n-dimensional. Similar, mulțimea tuturor vectorilor coloană cu m elemente formează un spațiu vectorial m-dimensional.
Spațiul vectorilor linie cu n elemente poate fi privit ca spațiul dual al spațiului vectorilor coloană cu n elemente, deoarece orice funcție liniară din spațiul vectorilor coloană poate fi reprezentată prin înmulțirea la stânga a unui vector linie unic.

## Notație
Pentru a simplifica scrierea vectorilor coloană aliniată cu alt text, uneori aceștia se scriu ca vectori linie asupra cărora este aplicată operația de transpunere.
{\displaystyle {\boldsymbol {x}}={\begin{bmatrix}x_{1}\;x_{2}\;\dots \;x_{m}\end{bmatrix}}^{\rm {T}}}
sau
{\displaystyle {\boldsymbol {x}}={\begin{bmatrix}x_{1},x_{2},\dots ,x_{m}\end{bmatrix}}^{\rm {T}}}

## Operații
Înmulțirea matricilor implică acțiunea de a înmulți fiecare vector linie al unei matrice cu fiecare vector coloană al altei matrice.
Produsul scalar a doi vectori coloană a, b, considerați ca făcând parte dintr-un spațiu de coordonate, este egal cu produsul matricial al transpusei lui a cu b,
{\displaystyle \mathbf {a} \cdot \mathbf {b} =\mathbf {a} ^{\intercal }\mathbf {b} ={\begin{bmatrix}a_{1}&\cdots &a_{n}\end{bmatrix}}{\begin{bmatrix}b_{1}\\\vdots \\b_{n}\end{bmatrix}}=a_{1}b_{1}+\cdots +a_{n}b_{n}\,,}
De asemenea, datorită simetriei produsului scalar, produsul scalar a doi vectori coloană a, b este egal cu produsul matricial al transpusei lui b cu a,
{\displaystyle \mathbf {b} \cdot \mathbf {a} =\mathbf {b} ^{\intercal }\mathbf {a} ={\begin{bmatrix}b_{1}&\cdots &b_{n}\end{bmatrix}}{\begin{bmatrix}a_{1}\\\vdots \\a_{n}\end{bmatrix}}=a_{1}b_{1}+\cdots +a_{n}b_{n}\,.}
Produsul matricial al unui vector coloană și al unui vector linie dă produsul extern a doi vectori a, b, un exemplu din mai generalul produs tensorial⁠(d). Produsul matricial al reprezentării vectorului coloană a și reprezentarea vectorului linie b dă componentele produsului lor diadic,
{\displaystyle \mathbf {a} \otimes \mathbf {b} =\mathbf {a} \mathbf {b} ^{\intercal }={\begin{bmatrix}a_{1}\\a_{2}\\a_{3}\end{bmatrix}}{\begin{bmatrix}b_{1}&b_{2}&b_{3}\end{bmatrix}}={\begin{bmatrix}a_{1}b_{1}&a_{1}b_{2}&a_{1}b_{3}\\a_{2}b_{1}&a_{2}b_{2}&a_{2}b_{3}\\a_{3}b_{1}&a_{3}b_{2}&a_{3}b_{3}\\\end{bmatrix}}\,,}
care este transpusa produsului matricial al reprezentării vectorului coloană b și reprezentarea vectorului linie a,
{\displaystyle \mathbf {b} \otimes \mathbf {a} =\mathbf {b} \mathbf {a} ^{\intercal }={\begin{bmatrix}b_{1}\\b_{2}\\b_{3}\end{bmatrix}}{\begin{bmatrix}a_{1}&a_{2}&a_{3}\end{bmatrix}}={\begin{bmatrix}b_{1}a_{1}&b_{1}a_{2}&b_{1}a_{3}\\b_{2}a_{1}&b_{2}a_{2}&b_{2}a_{3}\\b_{3}a_{1}&b_{3}a_{2}&b_{3}a_{3}\\\end{bmatrix}}\,.}

## Transformări matriciale
O matrice M n × n poate reprezenta o transformare liniară și poate acționa asupra vectorilor linie și coloană ca matrice de transformare⁠(d) a aplicației liniare . Pentru un vector linie v, produsul vM este un alt vector linie p:
{\displaystyle \mathbf {v} M=\mathbf {p} \,.}
Altă matrice Q n × n poate acționa supra lui p,
{\displaystyle \mathbf {p} Q=\mathbf {t} \,.}
Atunci se poate scrie t = pQ = vMQ, deci transformarea produs matricial MQ aplică v direct pe t. Continuând cu vectorii linie, transformările matricei care reconfigurează în continuare n-spațiul pot fi aplicate în dreapta ieșirilor anterioare.
Când un vector coloană este transformat într-un alt vector coloană printr-o acțiune matricială n × n, operația are loc la stânga,
{\displaystyle \mathbf {p} ^{\mathrm {T} }=M\mathbf {v} ^{\mathrm {T} }\,,\quad \mathbf {t} ^{\mathrm {T} }=Q\mathbf {p} ^{\mathrm {T} },}
ducând la expresia algebrică QM vT pentru rezultatul global pornind de la vT. Transformările matricei se fac la stânga în această utilizare a unui vector coloană drept vector inițial în transformarea matricială.